# Acacesia
Acacesia is een geslacht van spinnen uit de  familie van de wielwebspinnen (Araneidae).

## Soorten
- Acacesia benigna Glueck, 1994
- Acacesia graciosa Lise & Braul, 1996
- Acacesia hamata (Hentz, 1847)
- Acacesia tenella (L. Koch, 1871)
- Acacesia villalobosi Glueck, 1994
- Acacesia yacuiensis Glueck, 1994